# Kunzia minutissima
Kunzia minutissima är en kräftdjursart. Kunzia minutissima ingår i släktet Kunzia och familjen Paramesochridae. Inga underarter finns listade i Catalogue of Life.